# Vivek Rajkumar
Vivek Rajkumar (1986) is een Indiaas professioneel pokerspeler. Hij won onder meer het $9.600 No Limit Hold'em-toernooi van het World Poker Tour Borgata Poker Open 2008 in Atlantic City (goed voor een hoofdprijs van $1.424.500,-). Rajkumar won tot en met juni 2014 meer dan $4.350.000,- in pokertoernooien (cashgames niet meegerekend). Hij speelt online onder het pseudoniem Psyduck.

## Biografie
Hoewel hij werd geboren in India, bracht Rajkumar het grootste gedeelte van zijn jeugd door in Singapore. Op zijn twaalfde verhuisde hij met zijn familie naar de Verenigde Staten. Hij werd vervolgens op zijn vijftiende middels een Early Entrance Program toegelaten aan de University of Washington. Daar studeerde Rajkumar vlak voor zijn negentiende verjaardag af in technische informatica en toegepaste wiskunde. Na een jaar gewerkt te hebben in de computerindustrie, werd hij in 2006 voltijds pokerprof.

## Wapenfeiten
Rajkumars won zijn eerste geldprijs op een proftoernooi in oktober 2006. Hij werd toen dertigste in het C$10.000 North American Poker Championships van de World Poker Tour (WPT), goed voor $30.022,-. Voor Rajkumar was dat maar het begin, want in maart 2011 was hij alweer toe aan zijn tiende WPT-cash. Hij werd toen vierde in het $9.500 WPT Shooting Star Championship - No Limit Hold'em van het Bay 101 Shooting Stars-evenement in San Jose, goed voor $295.800,-. Eerder won hij zijn eerste WPT-titel in september 2008 en werd hij onder meer tweede in het $10.000 No Limit Hold'em - Championship Event van de WPT L.A. Poker Classic 2011 (achter Gregory Brooks), waarmee hij $908.730,- verdiende. Rajkumar sleepte zijn eerste WPT-titel bovendien binnen aan een finaletafel die in 48 handen beslist was, een nieuw WPT-record.
De World Series of Poker (WSOP) van 2007 vormden de eerste editie van dit evenement waarop Rajkumar oud genoeg was (21) om deel te mogen nemen. Hij speelde zich die jaargang direct op vijf verschillende WSOP-toernooien naar het prijzengeld, met onder meer een zesde plaats in het $3.000 Limit Hold'em-toernooi. Op de World Series of Poker 2010 behaalde hij zijn tiende (en elfde) WSOP-cash.
Rajkumar won daarnaast verschillende toernooien die niet tot de officiële titelevenementen van de WSOP- of WPT behoren, zoals het $2.500 No Limit Hold'em-toernooi van de L.A. Poker Classic 2008 (goed voor $113.425,-) en het $9.900 Heads Up Championship - No Limit Hold'em van de L.A. Poker Classic 2009 (goed voor $350.000,-).